# Alan Rawsthorne
Alan Rawsthorne (* 2. Mai 1905 in Haslingden, Lancashire; † 24. Juli 1971 in Cambridge) war ein englischer Komponist. Er schuf zahlreiche musikalische Werke für den Konzertsaal und das britische Kino.

## Leben und Werk
Nach beruflichen Versuchen in den Bereichen Zahnmedizin und Architektur beschloss Rawsthorne schließlich, in Manchester und Berlin Musik zu studieren. 1932 bis 1934 war er Musiklehrer an der Dartington Hall School, und widmete sich dann ganz der Komposition.
Den künstlerischen  Durchbruch brachten Theme and Variations für zwei Violinen (1938) und die Symphonic Studies für Orchester (1939). Weitere erfolgreiche Werke Rawsthornes waren eine Bratschensonate (1937), zwei Klavierkonzerte (1939, 1951), ein Oboenkonzert (1947), zwei Violinkonzerte (1948, 1956), ein Konzert für Orchester (1949), und die Elegy für Gitarre (1971), die für Julian Bream geschrieben, und von diesem nach dem Tod des Komponisten vollendet wurde. Zu seinen Werken zählen auch ein Cellokonzert, drei anerkannte Streichquartette neben weiterer Kammermusik, sowie drei Sinfonien (1950, gewidmet der Royal Philharmonic Society; 1959; 1964). Stilistisch stehen die Werke Rawsthornes dem Neoklassizismus nahe.
Seit den 1940er Jahren entstanden auch zahlreiche Filmmusiken für das britische Kino wie: 1946 Das gefangene Herz (The Captive Heart) für Basil Dearden und School for Secrets für Peter Ustinov, 1951 Pandora und der Fliegende Holländer für Albert Lewin, 1952 Der große Atlantik (The Cruel Sea) für Charles Frend oder 1956: Der Mann, den es nie gab (The Man Who Never Was) für Ronald Neame.

## Filmografie (Auswahl)
- 1946: Das gefangene Herz (The Captive Heart)
- 1946: School for Secrets
- 1947: Teufelsfratze (Uncle Silas)
- 1948: Königsliebe (Saraband for Dead Lovers)
- 1951: Pandora und der Fliegende Holländer (Pandora and the Flying Dutchman)
- 1951: Schwarzes Elfenbein (Where No Vultures Fly)
- 1952: Der große Atlantik (The Cruel Sea)
- 1954: Westlich Sansibar (West of Zanzibar)
- 1954: Lease of Life
- 1956: Der Mann, den es nie gab (The Man Who Never Was)
- 1957: Abseits von den Wegen (Vildmarkssommar)
- 1958: Flut der Furcht (Floods of Fear)